# Tom Hilde
Tom Andre Hilde (Asker,  22. rujna 1987.) je bivši norveški skijaš skakač.
Skijaškim skokovima se bavi od četvrte godine, a u svjetskom kupu debitirao je 2006. godine.
Tri puta je osvajao srebrno odličje na svjetskim prvenstvima u Sapporou (2007.), Liberecu (2009.), te domaćem Oslu 2010., sva tri puta u momčadskim natjecanjima, a olimpijsku broncu osvaja 2010. u Vancouveru, također u momčadskom natjecanju. Još je vlasnik jedne bronce sa svjetskog prvenstva u ski-letovima iz 2008. održanog u Oberstdorfu, također momčadsko natjecanje.
Pojedinačno pobijedio je na tri natjecanja u svjetskom kupu, a najveći uspjeh bilježi u sezoni 2007./08. kada osvaja ukupno 4. mjesto. Dva puta je (2010./11. i 2012./13.) osvojio 3. mjesto ukupno na Novogodišnjoj turneji četiri skakaonice. Sezone 2011./12. na prvoj od četiri skakaonice Novogodišnje turneje, u Obersdorfu doživljava težak pad kod doskoka u kojem lomi osmi kralježak. Osim toga i ozljeda po licu drugih večih posljedica nije imao.
Nakon te ozljede, ali i povremenih bljeskova u rezultatima nikad se više nije vratio na nivo na kojem je bio i tri zadnje sezone od 2013./14. pa do kraja 2015./16. bile su mu skroz ispod prosjeka. S obzirom na to da je povremeno ispadao iz A reprezentacije natjecao se u B ekipi Norveške reprezentacije i u Continental kupu (drugorazredno natjecanje Svjetskog kupa) gdje je osvojio ukupnu pobjedu u sezoni 2015./16.

### Pobjede u svjetskom kupu
| No. | Sezona    | Datum              | Mjesto        | Skakaonica                        |
| --- | --------- | ------------------ | ------------- | --------------------------------- |
| 1.  | 2007./08. | 12. siječnja 2008. | Val di Fiemme | Trampolino dal Ben HS 134         |
| 2.  | 2007./08. | 13. siječnja 2008. | Val di Fiemme | Trampolino dal Ben HS 134         |
| 3.  | 2010./11. | 6. siječnja 2011.  | Bischofshofen | Paul-Ausserleitner-Schanze HS 140 |

### Plasmani u svjetskom kupu
| Sezona    | Svjetski kup | Novogodišnja turneja | Ski letovi | Nordijska turneja | Raw Air |
| --------- | ------------ | -------------------- | ---------- | ----------------- | ------- |
| 2005./06. | 62.          | -                    | -          | 48                | N/A     |
| 2006./07. | 20.          | 25.                  | -          | 10                | N/A     |
| 2007./08. | 4.           | 14.                  | -          | 2.                | N/A     |
| 2008./09. | 24.          | 32.                  | 15.        | 31.               | N/A     |
| 2009./10. | 26.          | 43.                  | 20.        | N/A               | N/A     |
| 2010./11. | 5.           | 3.                   | 7.         | N/A               | N/A     |
| 2011./12. | 29.          | 50.                  | 30.        | N/A               | N/A     |
| 2012./13. | 11.          | 3.                   | 23.        | N/A               | N/A     |
| 2013./14. | 48.          | 41.                  | -          | N/A               | N/A     |
| 2014./15. | 39.          | -                    | 37.        | N/A               | N/A     |
| 2015./16. | 37.          | 40.                  | -          | N/A               | N/A     |
| 2016./17. | 56.          | 49.                  | -          | N/A               | 69      |
| 2017./18. | -            | -                    | -          | N/A               | 48      |

## Vanjske poveznice
- FIS profil  Arhivirana inačica izvorne stranice od 12. prosinca 2007. (Wayback Machine)